# Asian Amateur Swimming Federation
La Asian Amateur Swimming Federation (AASF) è la federazione asiatica degli sport acquatici, che comprendono nuoto, nuoto sincronizzato, tuffi e pallanuoto, fondata nel 1978 a Berlino e attualmente con sede a Mascate, in Oman.
L'attuale presidente è il kuwaitiano Sheikh Khaled Bader Mohammad Al Sabah.

## Competizioni
L'AASF organizza numerose competizioni continentali per le varie discipline e per i vari gruppi di età, gli eventi relativi agli sport acquatici all'interno dei Giochi asiatici e le varie qualificazioni olimpiche.
- Campionati asiatici di nuoto
- Nuoto ai Giochi asiatici
- Pallanuoto ai Giochi asiatici
- AASF Water Polo Club Championship

## Federazioni affiliate
Le seguenti federazioni nazionali sono affiliate alla AASF. I membri iscritti sono 45; gli ultimi due paesi ammessi sono stati il Bhutan e Timor Est nel 2011.
| Cod.CIO | Paese               | Federazione/i                                         | Sito web |
| ------- | ------------------- | ----------------------------------------------------- | --- |
| AFG     | Afghanistan         | Afghanistan National Swimming Federation              | nd |
| KSA     | Arabia Saudita      | Saudi Arabian Swimming Federation                     | nd |
| BRN     | Bahrein             | Bahrain Swimming Association                          | nd |
| BRN     | Bangladesh          | Bangladesh Swimming Federation                        | nd |
| BHU     | Bhutan              |                                                       | |
| MYA     | Birmania            | Myanmar Swimming Federation                           | nd |
| BRU     | Brunei              | Brunei Darussalam Amateur Swimming Association        | nd |
| CAM     | Cambogia            | Khmer Amateur Swimming Federation                     | nd |
| CHN     | Cina                | China Swimming Association                            | (ZH) swimming.sport.org.cn, https://web.archive.org/web/20201008170717/http://swimming.sport.org.cn/ (archiviato dall'url originale l'8 ottobre 2020).                    |
| PRK     | Corea del Nord      | Amateur Swimming Association of D.P.R. Korea          | nd |
| KOR     | Corea del Sud       | Korea Swimming Federation                             | (KO) swimming.sports.or.kr, https://web.archive.org/web/20130516072102/http://swimming.sports.or.kr/swimming/index.jsp (archiviato dall'url originale il 16 maggio 2013). |
| UAE     | Emirati Arabi Uniti | UAE Swimming Association                              | (EN) web.archive.org, https://web.archive.org/web/20120106034247/http://www.uaeswimming.org/.                                                                             |
| PHI     | Filippine           | Philippine Swimming Inc                               | (EN) swimmingpinas.com, http://www.swimmingpinas.com/. |
| JPN     | Giappone            | Japan Swimming Federation                             | (JA) swim.or.jp, http://www.swim.or.jp/. |
| JOR     | Giordania           | Jordan Swimming Federation                            | nd |
| HKG     | Hong Kong           | Hong Kong Amateur Swimming Association                | (ZH) hkasa.org.hk, http://www.hkasa.org.hk/. |
| IND     | India               | Swimming Federation of India                          | (EN) swimmingfederation.in, http://www.swimmingfederation.in/index.php.                                                                                                   |
| INA     | Indonesia           | Persatuan Renang Seluruh Indonesia                    | nd |
| IRI     | Iran                | I.R. Iran Amateur Swimming Federation                 | (EN, FA) irsf.ir, http://www.irsf.ir/. |
| IRQ     | Iraq                | Iraqi Swimming Federation                             | nd |
| KAZ     | Kazakistan          | Federacija Vodnych Vidov Sporta Respubliki Kazachstan | (RU) aquatics.kz, https://web.archive.org/web/20120407195020/http://www.aquatics.kz/ (archiviato dall'url originale il 7 aprile 2012).                                    |
| KGZ     | Kirghizistan        | Kyrgyz Republic Swimming Federation                   | nd |
| KUW     | Kuwait              | Kuwait Swimming Association                           | nd |
| LAO     | Laos                | Lao Swimming Federation                               | nd |
| LIB     | Libano              | Féderation Libanaise de Natation                      | (EN) flbna.org, http://www.flbna.org/. |
| MAC     | Macao               | Associação Geral de Natação de Macau                  | nd |
| MAS     | Malaysia            | Amateur Swimming Union of Malaysia                    | (EN) malaysiaswimming.org, http://malaysiaswimming.org/. |
| MDV     | Maldive             | Swimming Association of Maldives                      | (EN) web.archive.org, https://web.archive.org/web/20110808151217/http://www.swimmaldives.org.mv/v2/.                                                                      |
| MGL     | Mongolia            | Mongolyn Usan Sport Sonirchogčdyn Cholboo             | (RU) web.archive.org, https://web.archive.org/web/20120108011505/http://www.masf.mn/.                                                                                     |
| NEP     | Nepal               | Nepal Swimming Association                            | nd |
| OMA     | Oman                | Oman Swimming Association                             | nd |
| PAK     | Pakistan            | Pakistan Swimming Federation                          | (EN) web.archive.org, https://web.archive.org/web/20120107231930/http://pakswim.org/.                                                                                     |
| PLE     | Palestina           | Palestinian Swimming Federation and Aquatic Sports    | (AR) web.archive.org, https://web.archive.org/web/20110922173347/http://www.palswim.org/.                                                                                 |
| QAT     | Qatar               | Qatar Swimming Association                            | (AR, EN) web.archive.org, https://web.archive.org/web/20120407075516/http://qatar-swimming.com/.                                                                          |
| SIN     | Singapore           | Singapore Swimming Association                        | (EN) web.archive.org, https://web.archive.org/web/20120120203844/http://www.swimming.org.sg/flashhome.html.                                                               |
| SRI     | Sri Lanka           | Sri Lanka Aquatic Sports Union                        | (EN) web.archive.org, https://web.archive.org/web/20120216204004/http://www.aquatics.lk/home/.                                                                            |
| SYR     | Siria               | Syrian Arab Swimming and Aquatic Sports Federation    | nd |
| TJK     | Tagikistan          | Swimming Federation of Tajikistan                     | nd |
| TPE     | Taipei cinese       | Chinese Taipei Swimming Association                   | (ZH) swimming.org.tw, http://www.swimming.org.tw/. |
| THA     | Thailandia          | Thailand Swimming Association                         | (TH) web.archive.org, https://web.archive.org/web/20120122000543/http://tasa.in.th/pro/vsnews.php?w2idnewstype=0.                                                         |
| TLS     | Timor Est           |                                                       | |
| TKM     | Turkmenistan        | Water Sports Federation of Turkmenistan               | nd |
| UZB     | Uzbekistan          | Federacija Plavanja Uzbekistana                       | nd |
| VIE     | Vietnam             | Vietnam Aquatic Sports Association                    | nd |
| YEM     | Yemen               | Yemen Swimming & Aquatics Federation                  | nd |